# Bhuj (arma)
Il bhuj (anche noto come kutti) è un'arma bianca originaria dell'India settentrionale. Esso è anche detto "pugnale dell'elefante" poiché solitamente è presente un'incisione a forma di testa d'elefante sul tallone della lama. La lunghezza totale dell'arma è di circa 60 cm, di cui circa 25 spettano alla lama, la quale, larga e pesante, è interamente affilata da una parte, e presenta sul dorso non tagliente un contro-taglio ricurvo e affilato per circa un terzo della lunghezza della lama. Il manico è in metallo e può essere cavo in modo tale da permettere di alloggiare al suo interno un piccolo pugnale. Solitamente è dotato, all'estremità, di un bottone decorativo. Il fodero è, il più delle volte, in rame decorato a sbalzo. Sia l'impugnatura che la lama del bhuj possono essere incise o intarsiate d'oro o argento a scopo decorativo.

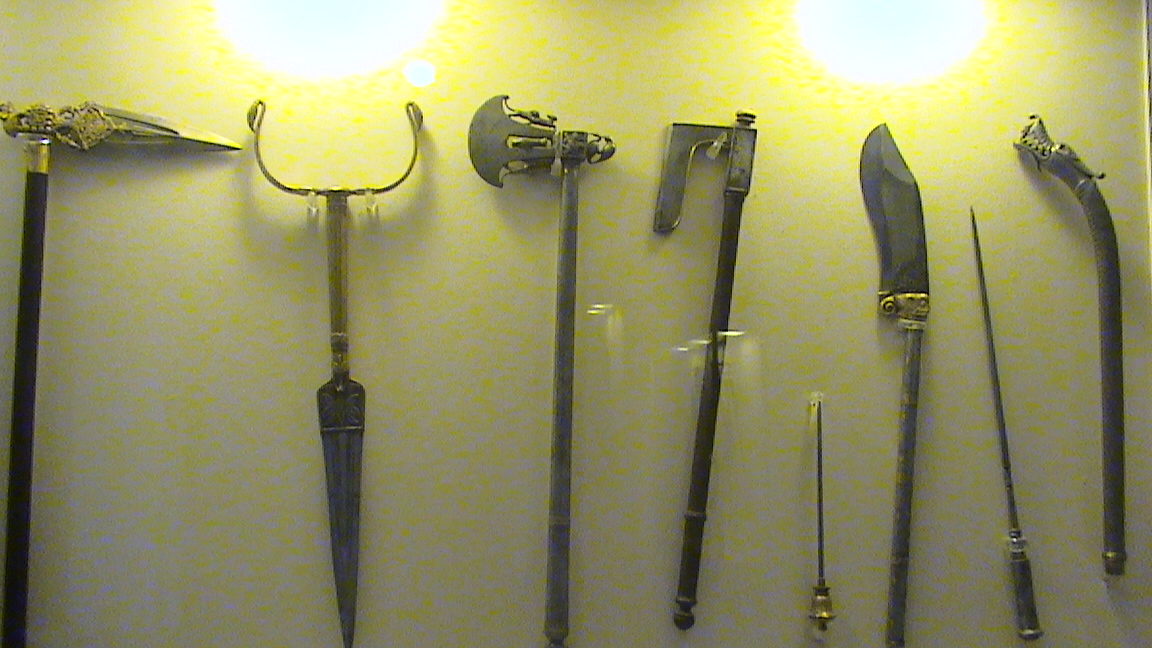
Varie armi indiane. Da sinistra a destra, le armi più alte: un martello d'armi (zaghnal), un pugnale, due asce (tabar), un bhuj e una mazza a forma di testa d'animale con relativi pugnali estratti dai manici.